# Su e zo per i ponti
La Su e zo per i ponti (lett. "Su e giù per i ponti") è una manifestazione tradizionale di Venezia consistente in una passeggiata di solidarietà che dal 1975 si svolge attraverso il centro storico della città di Venezia in primavera (marzo-aprile).
Vi partecipano mediamente oltre diecimila persone ogni anno.
Il percorso completo è lungo mediamente 12 km ha sempre la partenza e l'arrivo in Piazza San Marco, davanti al Palazzo Ducale. Il percorso breve con partenza dal piazzale della stazione Ferroviaria è di circa 6 km. I partecipanti seguono un tracciato caratteristico, diverso ogni anno, che li porta per calli, campi e ponti, attraverso un circuito che tocca tutta la città.
La partecipazione è aperta a tutti, di ogni età, famiglie, scolaresche, gruppi sportivi e non.
Esistono percorsi differenziati per fascia di età e in alcuni punti del tragitto viene fornito un ristoro. All'arrivo in piazza San Marco i partecipanti ricevono una medaglia ricordo e ai gruppi (con un numero minimo di 20 iscritti) viene consegnata la targa commemorativa dell'evento. Ogni utile della manifestazione è devoluto in beneficenza.
La prima edizione della manifestazione si svolse nel 1975 su iniziativa di TGS Eurogroup e Venetiadi (legati ai Salesiani) e, successivamente, si sono aggiunte altre associazioni quali AGeSC, CTG, FISM, Ex allievi Don Bosco, NOI Associazione, ed ebbe così vasta partecipazione che gli organizzatori si proposero di farla diventare un appuntamento annuale.